# Ю Кил-чун
Ю Кил-чун (1856—1914) — корейский интеллектуал, писатель, политик, представитель идей Просвещения (개화) и общественный деятель конца эпохи Чосон. Он также занимался современным корейским языком Хангыль, и в 1895 году написал книгу о путешествиях: Seoyu gyeonmun (서유견문, 西遊見聞) («Наблюдения при путешествии на Запад»).

## Жизнь
Ю родился в Сеуле, сейчас это Южная Корея. В детстве учился у Парка Кью-су и О Кьюнг-сука. В 1881 году поехал в Японию, учиться в университет Кэйо. В 1884 году он путешествовал по США в качестве члена корейской делегации, которая посещала промышленные объекты.